# سیر و سلوک زائر
سیر و سلوک زائر (به انگلیسی: The Pilgrim's Progress) نوشته شده توسط جان بانیان یکی از مهم‌ترین کتاب‌های ادبی زبان انگلیسی است. نام کامل کتاب "The Pilgrim's Progress from This World to That Which Is to Come"این کتاب به بیش از ۱۰۰ زبان زنده دنیا ترجمه شده است. موضوع این کتاب دربارهٔ یک نفر است که با یک خواب شروع می‌شود و می‌فهمد که باید از شهری که در آن هست (شهر فنا) سفر کند به شهر آسمانی که تمام ماجراها که بسیار معنوی و دقیق است در این راه برای او ایجاد می‌شود در ضمن در این داستان به جایی که اسم معمولی به افراد بدهد آنها را با لقب صدا می‌زند مانند (mr Help).